# Senegal nos Jogos Olímpicos de Verão de 1992
Senegal competiu nos Jogos Olímpicos de Verão de 1992 em Barcelona, Espanha.

## Resultados por Evento

### Atletismo
100m masculino
- Charles-Louis Seck
  - Eliminatória — 10.57 (→ não avançou)

200m masculino
- Ibrahima Tamba

800m masculino
- Babacar Niang

400m com barreiras masculino
- Amadou Dia Ba
  - Eliminatória — 49.47 (→ não avançou)

Revezamento 4x100m masculino
- Charles-Louis Seck, Amadou M'Baye, Seynou Loum, e Oumar Loum

Salto em distância masculino
- Badara Mbengue
  - Classificatória — não começou (→ não avançou)

100m masculino
- N'Dèye Dia

400m masculino
- Aïssatou Tandian

### Judô
Até 65 kg masculino
- Pierre Sène

Até 71 kg masculino
- Malick Seck

Até 78 kg masculino
- Amadou Guèye

Até 86 kg masculino
- Aly Attyé

Até 95 kg masculino
- Moussa Sall

Acima de 95 kg masculino
- Khalif Diouf

### Lutas
Greco-romana Peso Pesado masculino
- Alioune Diouf

Greco-romana Peso Super-pesado masculino
- Bounama Touré

Livre Peso Pesado masculino
- Alioune Diouf

Livre Peso Super-pesado masculino
- Mor Wade

### Natação
50m livre masculino
- Mouhamedou Diop
  - Eliminatória — 24.69 (→ não avançou, 49º lugar)

- Bruno N'Diaye
  - Eliminatória — 25.35 (→ não avançou, 57º lugar)

100m livre masculino
- Mouhamedou Diop
  - Eliminatória — 55.82 (→ não avançou, 64º lugar)

- Bruno N'Diaye
  - Eliminatória — 56.39 (→ não avançou, 68º lugar)

200m medley masculino
- Mouhamedou Diop
  - Eliminatória — 2:23.92 (→ não avançou, 50º lugar)